# Arka Sokaklar
Arka Sokaklar (traduit par Les rues de derrière), est une série policière diffusée sur la chaîne turque Kanal D. , diffusée à partir de 2006 est la plus longue série de l'histoire de la télévision turque en termes d'année de diffusion et de nombre d'épisodes. Compte tenu du nombre de saisons, il partage ce titre avec Bizimkiler, qui a duré 17 saisons.  La série raconte les aventures d'une équipe rattachée au commissariat de police de Istanbul.

## Distribution

### Personnages principaux
- Rıza Soylu/Rıza Baba (Zafer Ergin 1-)
- Mesut Güneri (Şevket Çoruh 1-632)
- Hüsnü Çoban (Özgür Ozan 1-)
- Ali Akdoğan (Alp Korkmaz 1-594)
- Engin Balkan (İlker İnanoğlu 44-)
- Selin Demirci (Oya Okar 377-)
- Hakan Çınar (Ozan Çobanoğlu 377-)
- Bahar Ayan (Merve Oflaz 377-)
- Nazike (Nazlı Tosunoğlu 138-)
- Cemal Şahin (Yiğitcan Ergin 522-)
- Ezgi Vural (Ela Yörüklü 522-)
- Arda Atik (Tunç Oğuz 377-)
- Aylin (Özlem Çınar 1-521)
- Zeynep (Gamze Özçelik 1-125; 210-293)
- Elif (Çağla Kubat 126-209)

### Personnages récurrents
- Tunç Güneri (Kerimhan Duman 1-)
- Zeliha Çoban/Zeliş (Yüsra Geyik 1-594)
- Tekin Çoban (Onur Bay 1-594)
- Şule Çoban 3 (Özge Özbütün 16/12/2000 1-209, Manolya Aşık 23/03/2000 210-521, Ecem Öz 2004 522-)
- Ayla Soylu 2 (Filiz Taçbaş 1964 1-250, Hülya Kalebayır 23/02/1969 251-)
- Pınar Soylu 4 (Pınar Aydın 16/07/1981 1-86, Sitare Bilge 28/11/1983 87-125, İpek Yaylacıoğlu 31/07/1984 126-521, Elvan Dişli 02/05/1987 522-)
- Beyza (Aslı Can 522-556)
- Başak (Perihan Ünlücan 557-)
- Sinem (Gizem Terzi 557-650)
- Metin Çoban (Furkan Göksel 1-522; 595-600)
- Seyran 2 (Emel Çölgeçen 167-209, Yasemin Balık 210-250)

Remarque : Özge Özbütün, qui a joué le premier personnage de Şule Çoban, est apparu comme un conspirationniste dans la vraie vie. Temel Yetim et İbrahim Altıntepe, fans de la série Arka Sokaklar, ont fait une déclaration. Ainsi, il est devenu clair pourquoi il est parti. De plus, même le vrai nom de cette fille est interdit indéfiniment sur toutes les télévisions turques. [réf. nécessaire]

## Production
Le réalisateur Orhan Oguz, le producteur Turker inanoğlu. Le scénario de la série par Ahmet Yurdakul et Ozan Yurdakul. La société de production Erler Film. Les bandes sonores de la séries par Murat Evgin.

## Calendrier éditorial
| Saisons   | Jour et Heure de diffusion | Début de la saison | Fin de la saison | Nombre d'épisodes | Section des épisodes | Année de la saison | Chaîne de TÉLÉVISION |
| --------- | -------------------------- | ------------------ | ---------------- | ----------------- | -------------------- | ------------------ | -------------------- |
| Saison 1  | Lundi/mardi 20:00          | 31 juillet 2006    | 26 juin 2007     | 43                | 1 - 43               | 2006-2007          | Kanal D              |
| Saison 2  | Lundi 20h00                | 3 septembre 2007   | 30 juin 2008     | 42                | 44 - 86              | 2007-2008          | Kanal D              |
| Saison 3  | Lundi 20h00                | 8 septembre 2008   | 29 juin 2009     | 39                | 87 - 125             | 2008-2009          | Kanal D              |
| Saison 4  | Lundi 20h00                | 7 septembre 2009   | 28 juin 2010     | 39                | 126 - 166            | 2009-2010          | Kanal D              |
| Saison 5  | Lundi 20h00                | 23 août 2010       | 20 juin 2011     | 42                | 167 - 209            | 2010-2011          | Kanal D              |
| Saison 6  | Lundi 20h00                | 5 septembre 2011   | 18 juin 2012     | 40                | 210 - 250            | 2011-2012          | Kanal D              |
| Saison 7  | Lundi/ vendredi 20h00      | 3 septembre 2012   | 28 juin 2013     | 42                | 251 - 293            | 2012-2013          | Kanal D              |
| Saison 8  | Samedi 20h00               | 7 septembre 2013   | 28 juin 2014     | 42                | 294 - 336            | 2013-2014          | Kanal D              |
| Saison 9  | Vendredi 20h00             | 12 septembre 2014  | 24 juin 2015     | 39                | 337 - 376            | 2014-2015          | Kanal D              |
| Saison 10 | Vendredi 20.00             | 20 novembre 2015   | 1er juillet 2016 | 31                | 377 - 408            | 2015-2016          | Kanal D              |
| Saison 11 | Vendredi 20.00             | 23 septembre 2016  | 23 juin 2017     | 38                | 409 - 447            | 2016-2017          | Kanal D              |
| Saison 12 | Vendredi 20.00             | 15 septembre 2017  | 22 juin 2018     | 37                | 448 - 485            | 2017-2018          | Kanal D              |
| Saison 13 | Vendredi 20.00             | 14 septembre 2018  | 14 juin 2019     | 36                | 486 - 521            | 2018-2019          | Kanal D              |
| Saison 14 | Vendredi 20.00             | 13 septembre 2019  | 12 juin 2020     | 35                | 522-556              | 2019-2020          | Kanal D              |
| Saison 15 | Vendredi 20.00             | 18 septembre 2020  | TBA              | 1                 | 557-                 | 2020-              | Kanal D              |

## Diffusion internationale
| Pays           | Chaîne  | Première diffusion | Nom de la série   |
| -------------- | ------- | ------------------ | ----------------- |
| Chypre du Nord | Kanal D | ?                  | Arka Sokaklar     |
| Bulgarie       | bTV     | 24 mars 2011       | Опасны улицы      |
| Irak           | nrt2    | 2 août 2015        | كۆڵانهكانى پشتهوه |

## Prix
- Prix de la meilleure série policière en 2011, dans le cadre des Television Awards Antalya 2011 organisée par la Mairie de Antalya Métropole et par le centre des Cultures et des Arts de Antalya (AKSAV)[4]
- Prix de la meilleure réalisation en 2016, dans le cadre du Prix Altin Objectif (traduction : Objectif Or) organisé par l'association des Journalistes de Magazines[5]